# Liddle-Syndrom
Das Liddle-Syndrom ist eine seltene autosomal-dominant vererbte Nierenkrankheit (Pseudoaldosteronismus, Pseudohyperaldosteronismus). Es ist eine funktionelle Tubulopathie; sie wirkt wie Aldosteron. Das Liddle-Syndrom verursacht eine spezielle Form der arteriellen Hypertonie (Bluthochdruck); es handelt sich um eine sekundäre Hypertonie. Diese Hypertonie-Form tritt nur sehr selten auf. Das Syndrom wurde 1964 von dem amerikanischen Endokrinologen Grant Winder Liddle (1921–1989) zuerst beschrieben.
Tubuluskrankheiten sind selten; sie führen tendenziell zu einer Reduktion der tubulären Rückresorption mit dem Symptom einer Polyurie. Das Liddle-Syndrom bewirkt genau das Gegenteil, nämlich eine Vergrößerung der tubulären Rückresorptionsquote mit dem Symptom einer Oligurie oder sogar einer drohenden Anurie. Fast alle Krankheiten bewirken eine Funktionsverschlechterung der betroffenen Organe; das Liddle-Syndrom bewirkt jedoch eine pathologische Funktionsverbesserung (Überaktivität) der Nierenkanälchen (gain of function = Zunahme der Funktion). Es kommt auch nicht zur Niereninsuffizienz, weil die Glomerula nicht betroffen sind. Wenn die gesteigerte Wasserrückresorption das Herzzeitvolumen und damit die glomeruläre Filtration vergrößert, kommt es sogar zu einer vergrößerten GFR.

## Ursache
Die Erkrankung beruht auf einer Genmutation der Untereinheiten des epithelialen Natriumkanals (ENaC), welche zu einer "Funktionssteigerung" ("gain-of-function"–Mutation) dieses renalen epithelialen Natriumkanals führt. Normalerweise befinden sich die Synthese, die Membranintegration und -desintegration sowie der Abbau des Natriumkanals durch Endozytose in einem beständigen Fließgleichgewicht.
Die Mutation bedingt jedoch eine Veränderung einer Untereinheit auf der zytosolischen Seite des Natriumkanals, wodurch sein Abbau stark vermindert ist. Die Folge ist eine erhöhte Dichte dieses Kanals in der Membran. Es resultiert eine übermäßig gesteigerte Natriumrückresorption in der Niere. Dadurch vermehrt sich die Blutmenge im Kreislauf, was schließlich zur Hypertonie führt. Die vermehrte Natriumretention führt zu einem starken renalen Kaliumverlust und konsekutiv zu einer metabolischen Alkalose.

## Therapie
Das Liddle-Syndrom wirkt antidiuretisch; es reduziert also die Diurese. Ein Medikament zur Reduktion des Natriumüberschusses im Blut und des damit einher gehenden Volumenhochdrucks ist ein Diuretikum mit dem Wirkstoff Amilorid.